# M/Y Tysso
M/Y Tysso är en norsk motoryacht i ek och furu, som byggdes av båtbyggare Ole Oma på Oma Baatbyggeri på Døso 1917 på beställning av den danske konsuln i Bergen, Christian Magnus Kjær.
Motoryachten, som fick namnet Ilka, innreddes med salonger, sovrum, kök och toalett. Besättningen hade en egen hytt och i maskinrummet fanns en motor med 100 hästkrafter.
År 1919 såldes hon till zinksmältverket i Glomfjord i Nordland fylke och döptes om till Knut. Styrhytten förlängdes och fartyget användes av ägarna för transport. Efter smältverkets konkurs såldes hon 1923 till några företag längs Sørfjorden, bland andra aluminiumsmältverket i Odda, och döptes om till Aluminium.
År 1949 övertogs hon av Tyssedals kraftverk och fick namnet Tysso. Hon användes för  transport av högre tjänstemän från Granvin, som hade järnvägsförbindelse, till Sørfjorden samt till representation.
Tysso hade eget båthus i Tyssedal och underhölls varje år av Oma Baadbyggeri. Efterhand som vägförbindelserna blev bättre användes Tysso allt mindre och våren 1987 beslöt man att sälja henne. Den 1 juli samma år såldes hon till Oma Baadebyggeri för 100 000 kronor.
År 1995 övertogs hon av Tysso A/S, som hade bildats av en grupp båtentusiaster i Norheimsund och 1997 kulturskyddades hon av Riksantikvaren.
Tysso övertogs av Kraftmuseet i Tyssedal år 2004. Hon renoverades vid Hardanger Fartøyvernsenter och återfördes till 1987 års utseende. Renoveringen tog flera år och kostade 7 miljoner kronor. Bland annat är stora delar av skrovet nybyggt. Efter renoveringen återvände hon till Tyssedal i maj 2012. Hon drivs av en Cummins dieselmotor på 240 hästkrafter.